# Chennai
Chennai (சென்னை în tamilă; în trecut, Madras) este capitala statului Tamil Nadu din estul Indiei. Zona mare a orașului Chennai are aproape 7 milioane de locuitori.

## Personalități
- Sherard Osborn (1822 - 1875), amiral și explorator polar;
- Frederick John Dealtry Lugard (1858 – 1945), guvernator al Hong Kongului Britanic;
- Kenneth Anderson (1891 – 1959), general britanic;
- K. Ananda Rau (1893 – 1966), matematician;
- Tiruvellore Thattai Krishnamachari (1899–1974), om politic;
- John Henry Constantine Whitehead (1904 – 1960), matematician;
- R.K. Narayan (1906 - 2001), scriitor;
- Lakshmi Sahgal (1914 – 2012), activistă;
- Vainu Bappu (1927 – 1982), astronom;
- Sundaram Balachander (1927 – 1990), cineast;
- Tom Kibble (1932 - 2016), fizician;
- Bhama Srinivasan (n. 1935), matematician;
- Engelbert Humperdinck (n. 1936), cântăreț britanic;
- Vyjayanthimala (n. 1936), actriță, dansatoare, om politic;
- Chakravarthi Padmanabhan Ramanujam[1] (1938 – 1974), matematician;
- S. R. Srinivasa Varadhan (n. 1940), matematician;
- Pete Best (n. 1941), muzician britanic;
- Frederick Antony Ravi Kumar Zacharias (1946 – 2020), predicator religios;
- Bantval Jayant Baliga (n. 1948), inginer și inovator în tehnica semiconductorilor;
- Lakshminarayana Shankar (n. 1950), muzician;
- V. S. Ramachandran (n. 1951), specialist în neuroștiințe;
- Vijay Amritraj (n. 1953), actor, comentator sportiv;
- M. K. Stalin (n. 1953), om politic;
- Indra Nooyi (n. 1955), femeie de afaceri, director general al PepsiCo;
- Ramesh Krishnan (n. 1961), antrenor și jucător de tenis;
- Raman Sundrum (n. 1964), fizician;
- Pramila Jayapal (n. 1965), om politic american;
- A. R. Rahman (n. 1966), cântăreț;
- Madhu Sudan (n. 1966), informatician;
- Viswanathan Anand (n. 1969), șahist;
- Padma Lakshmi (n. 1970), activistă, prezentatoare TV;
- Sundar Pichai (n. 1972), inginer;
- Aravind Adiga (n. 1974), jurnalist, scriitor;
- Mahesh Bhupathi (n. 1974), jucător de tenis;
- Vijay (n. 1974), actor;
- Puneeth Rajkumar (1975 – 2021), actor, cântăreț, prezentator TV;
- Narain Karthikeyan (n. 1977), pilot de Formula 1;
- Yuvan Shankar Raja (n. 1979), compozitor;
- Krishnan Sasikiran (n. 1981), șahist;
- Dhanush (Venkatesh Prabhu Kasthuri Raja) (n. 1983), actor, cântăreț;
- Gagan Narang (n. 1983), campion la tir sportiv;
- Karun Chandhok (n. 1984), pilot de Formula 1;
- Shruti Haasan (n. 1986), actriță;
- Ramkumar Ramanathan (n. 1994), jucător de tenis;
- Rameshbabu Praggnanandhaa (n. 2005), șahist;
- Gukesh Dommaraju (n. 2006), șahist.